# Тюрьма Шпандау
Межсоюзная тюрьма Шпандау (сокр. МТШ, нем. Kriegsverbrechergefängnis Spandau — Тюрьма для военных преступников Шпандау) — тюрьма, располагавшаяся на территории британского сектора Берлина. В 1947—1987 годах в ней содержались немецкие военные преступники, приговорённые на Нюрнбергском процессе к различным срокам заключения.
Иногда снесённую тюрьму Шпандау путают с находившейся в трёх километрах от неё старинной крепостью – цитаделью Шпандау.

## История
Тюремный замок (так назывались все тюрьмы во всех государствах до начала XX века) на улице Вильгельмштрассе в пригороде Берлина Шпандау был построен в 1876 году и начиная с 1879 года служил военной тюрьмой. После 1919 года в нём содержались и гражданские заключённые.
После поджога Рейхстага в 1933 году национал-социалисты превратили тюрьму Шпандау в лагерь для размещения так называемых «арестованных в целях пресечения преступлений». Здесь находились в заключении известные борцы с нацизмом Эгон Эрвин Киш и Карл фон Осецкий. Позднее в Пруссии был организован концентрационный лагерь, куда были переведены узники Шпандау. До начала Второй мировой войны в тюрьме Шпандау содержалось более 600 заключённых.
После войны здание тюрьмы Шпандау оказалось в британском секторе оккупации Берлина. В соответствии с директивой № 35 Союзнического Контрольного совета семь военных преступников, приговорённых Международным военным трибуналом в Нюрнберге к разным срокам тюремного заключения, должны были отбывать наказание в черте города Берлина:6. Из четырнадцати тюрем города была выбрана тюрьма Шпандау, имевшая изолированное положение и удобная для охраны заключённых:42. Тюрьму перевели под управление четырёх союзнических держав, которых представляли четыре директора тюрьмы. Для размещения новых заключённых в течение нескольких месяцев 1946 года в тюрьме Шпандау была проведена соответствующая реконструкция. Первый этаж камерного блока был изолирован от остальных сооружений. В 32 камерах блока были положены новые полы, отремонтированы санитарные комнаты. Под контролем врача и сотрудников берлинского отдела здравоохранения были оборудованы дезинфекционное помещение и больничный стационар. В помещении для казней была оборудована операционная:332. По углам шестиметровой кирпичной стены, ограничивавшей тюремный двор, было построено семь сторожевых вышек с пулемётами и два трёхметровых забора из колючей проволоки, один из них под током высокого напряжения, окружавшие тюрьму деревья и кустарники были вырублены. Вышки были оборудованы охранной сигнализацией. Между заборами находилась дорожка для часовых с собаками. В ночное время окружающая территория освещалась мощными прожекторами. В тюрьме имелась автономная электростанция. В отношении семи заключённых Шпандау действовали нормы законодательства о порядке приведения в исполнение уголовных наказаний в немецких тюрьмах:5.
Тюрьма Шпандау была единственным учреждением (помимо центра безопасности полётов), которым управляла совместная администрация четырёх держав-союзниц во время холодной войны. Начальники тюрьмы от четырёхсторонней администрации союзников сменяли друг друга ежемесячно. О том, под чьим управлением находится тюрьма, говорил соответствующий флаг перед зданием Союзнического Контрольного совета. Четверо из семи заключённых Шпандау отбыли свои сроки полностью. После освобождения Альберта Шпеера и Бальдура фон Шираха в 1966 году в тюрьме Шпандау остался единственный заключённый, приговорённый к пожизненному заключению, — Рудольф Гесс. Осуждённые на последующих Нюрнбергских процессах направлялись не в Шпандау, а в Ландсбергскую тюрьму.
После смерти последнего заключённого Рудольфа Гесса в 1987 году здание тюрьмы Шпандау было полностью снесено во избежание пропагандистских выступлений со стороны неонацистов, а на месте тюрьмы ныне находится огромный торговый гипермаркет «Кауфланд» (Kaufland).
Архивы Шпандау планировалось рассекретить в 2017 году.

## Тюрьма
Здание тюрьмы из красного кирпича, было оснащено несколькими видами защиты и сигнализации:
- стеной высотой в 5 м;
- стеной высотой в 10 м;
- стеной высотой в 3 м с электроизгородью;
- забором с колючей проволокой.

132 тюремные камеры, рассчитанные на 600 человек. Длина камеры составляла около 3 м, ширина — 2,7 м и высота — 4 м.
Охрана — сто военнослужащих СССР, Британии, Франции и США. Девять караульных вышек, где службу несли вооружённые автоматчики.
Содержание ежегодно обходилось в миллион долларов.
Поскольку камер было в избытке, между камерами заключённых всегда оставляли свободную камеру, не допуская их общения перестукиванием. В одной из камер находилась тюремная библиотека, в другой — часовня.

### Сад
В Шпандау имелся тюремный сад для заключённых. Его размеры позволяли выделить каждому заключённому отдельный участок для занятий огородничеством. Карл Дёниц выращивал бобовые, Вальтер Функ — томаты, а Шпеер — цветы.
Выращенный урожай поступал на стол администрации и охраны. Сами заключённые могли воспользоваться им только тайком, по благосклонности охранников.
Советская администрация пыталась полностью запретить выращивание цветов, но после протеста остального руководства, это требование было смягчено, и ранее посаженные цветы было разрешено оставить, посадка же новых -  не разрешалась.

### Администрация
Тюрьмой управляли четыре администрации союзников, сменявшие друг друга поочерёдно каждый месяц. Таким образом каждая администрация управляла тюрьмой три месяца в год по следующей схеме:
| Страна         | Месяц   | Месяц  | Месяц    |
| -------------- | ------- | ------ | -------- |
| Великобритания | январь  | май    | сентябрь |
| Франция        | февраль | июнь   | октябрь  |
| СССР           | март    | июль   | ноябрь   |
| США            | апрель  | август | декабрь  |

От Вооружённых Сил СССР всё время из 133-го отдельного мотострелкового батальона (изначально Отдельный комендантский батальон по охране СВАГ) 6-й гвардейской отдельной мотострелковой Берлинской ордена Богдана Хмельницкого бригады

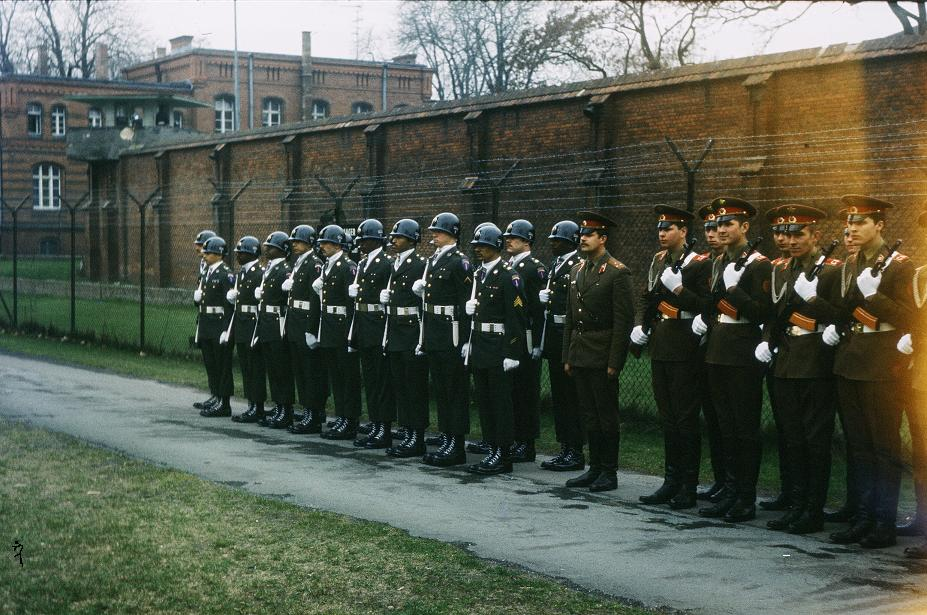
Караулы от Вооружённых Сил США и Советского Союза. 1981 год.
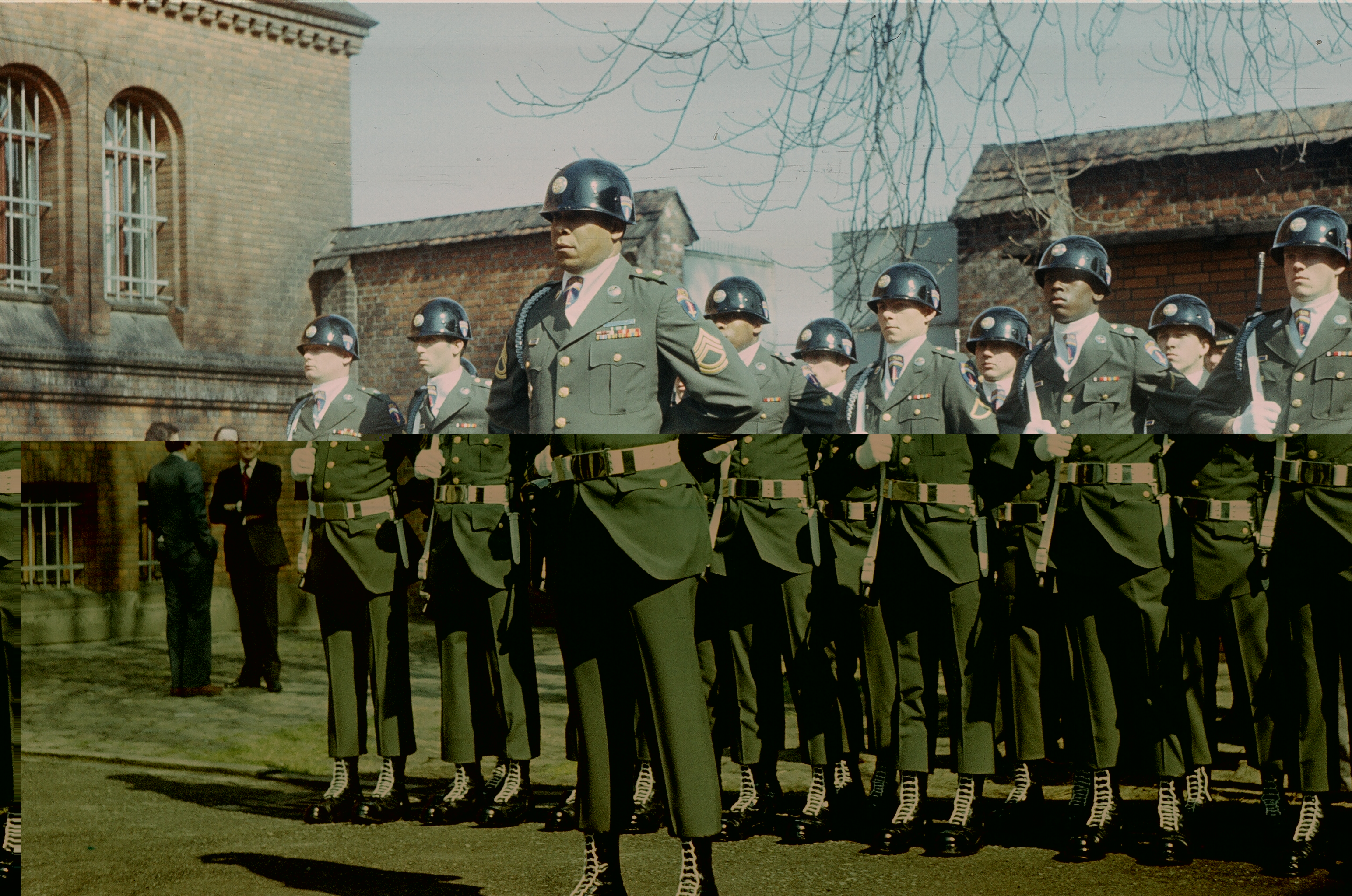
Караул от Вооружённых Сил США. 1981.
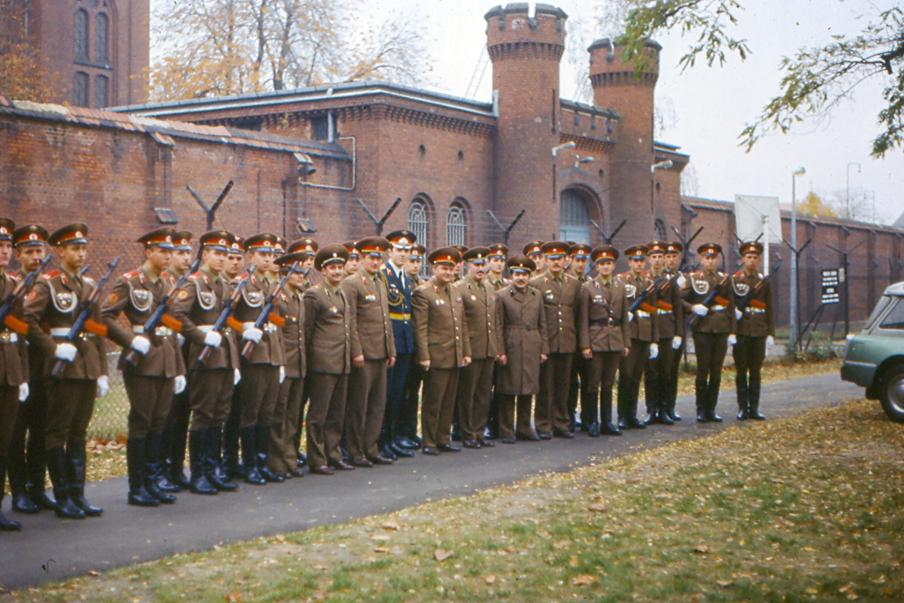
Приёмный караул от Вооружённых Сил Советского Союза. 1 ноября 1982 года.
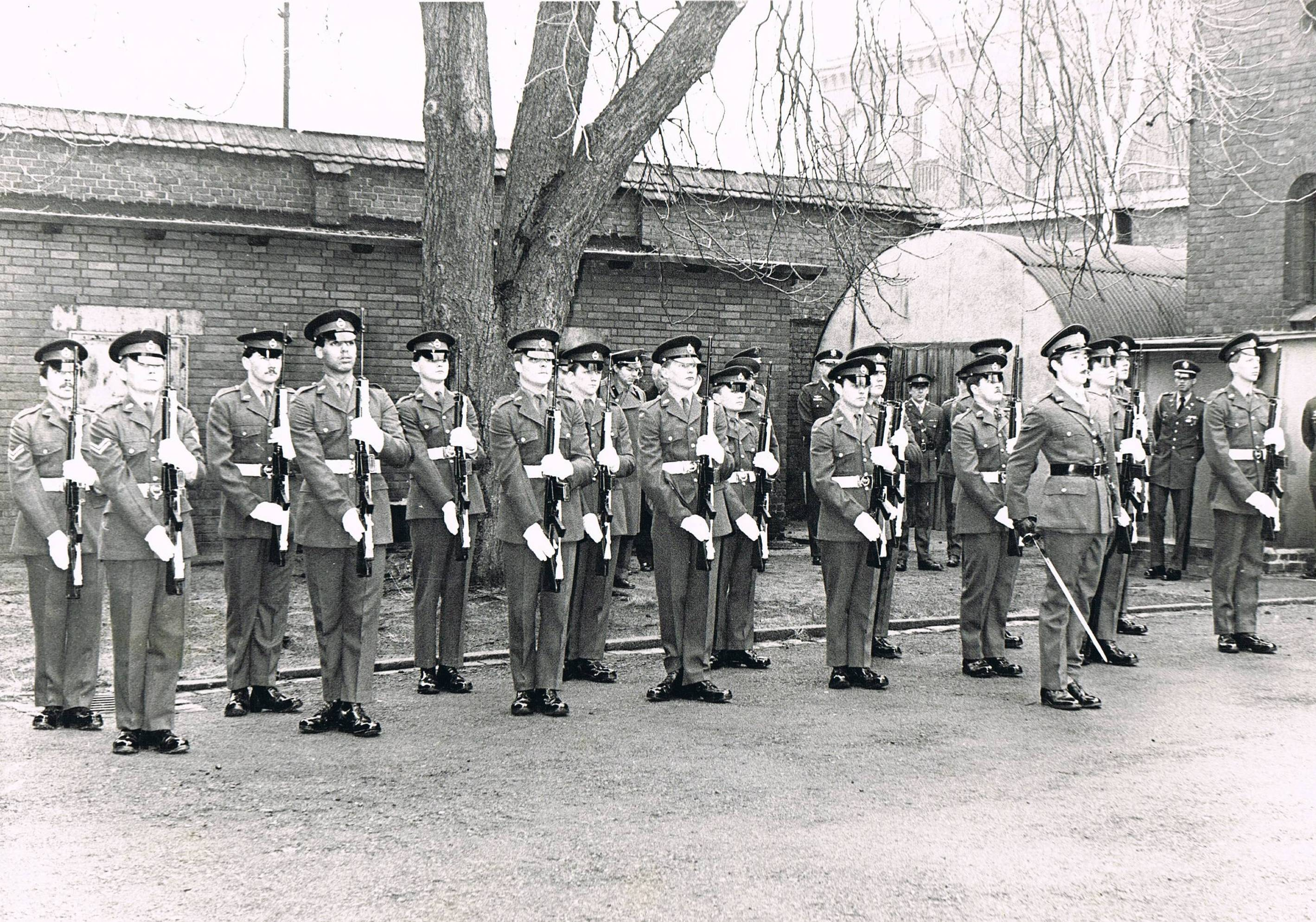
Караул от Вооружённых Сил Великобритании к смене готов. 1 мая 1982 года.
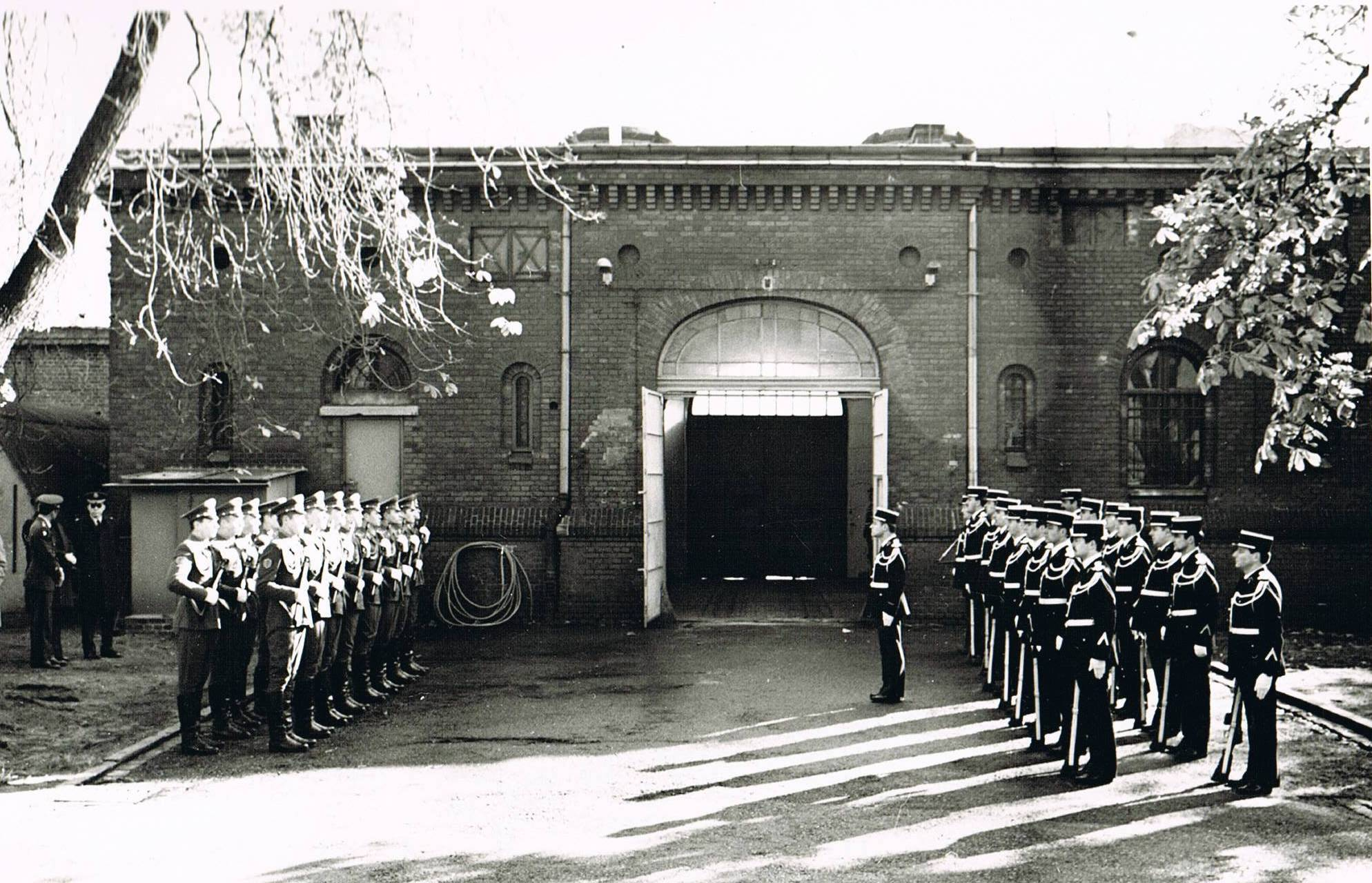
Смена караулов от Вооружённых Сил Франции и СССР. 1 марта 1981 года.
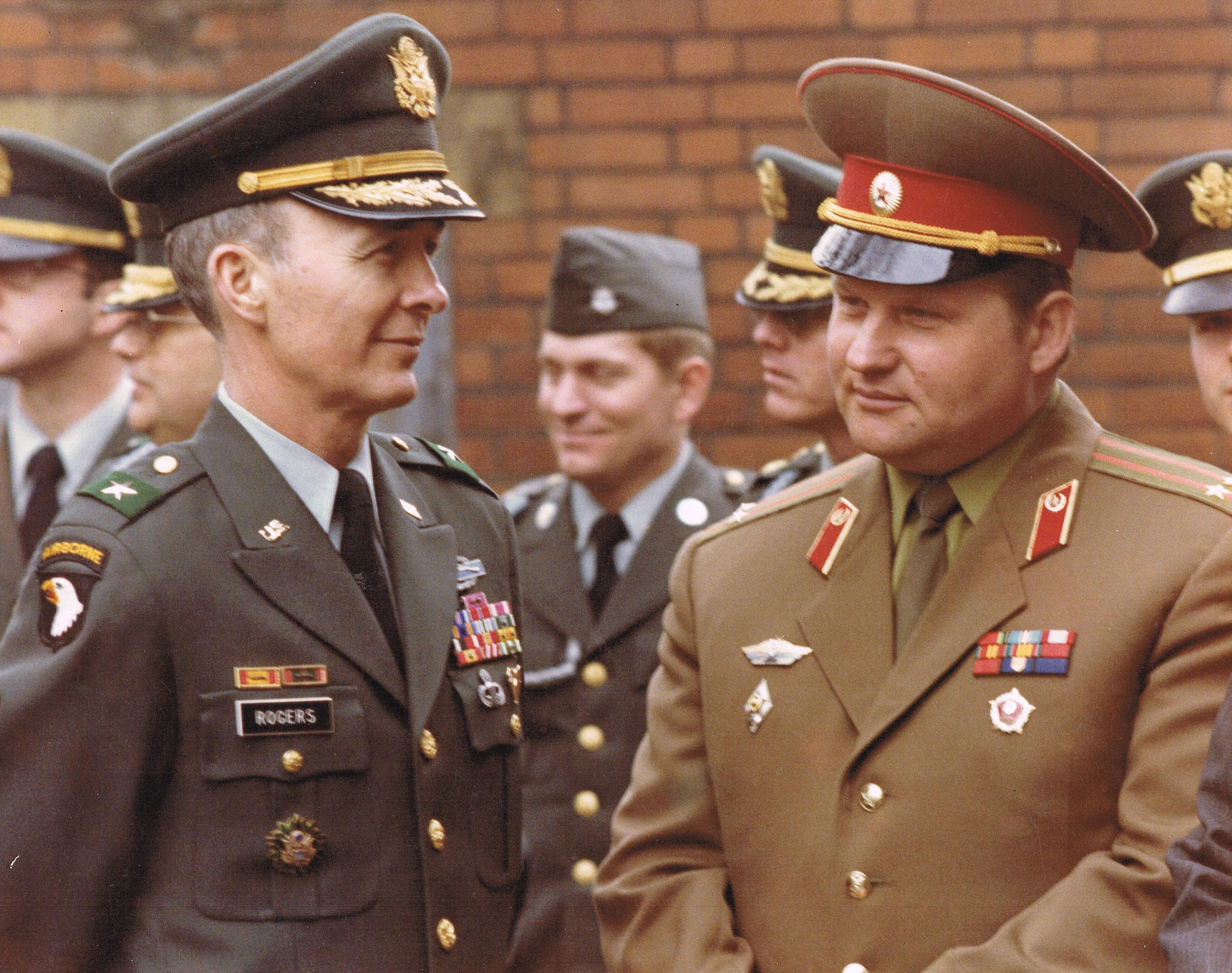
Бригадный генерал Роджерс (США), подполковник Дорофеев А. А. (СССР) на смене караулов 1 апреля 1981 год.

### Противоречия
В ноябре 1946 года союзники планировали поместить в находившуюся в их распоряжении тюрьму Шпандау более 100 военных преступников. Помимо 60 человек военного персонала на охране тюрьмы работал гражданский персонал из стран-союзниц, четыре директора тюрьмы с их адъютантами, четыре врача, повара, переводчика, официанта и пр., что являлось очевидно грубой ошибкой в распределении ресурсов и причиной разногласий между директорами тюрьмы, политиками всех четырёх стран и недовольства со стороны Сената Западного Берлина, на который были возложены все расходы по содержанию тюрьмы. Дискуссия по поводу разумности пребывания семи военных преступников в огромной тюрьме разгоралась по мере уменьшения числа заключённых Шпандау. Пик полемики наступил в 1966 году после освобождения из заключения Шпеера и Шираха, когда единственным заключённым остался Рудольф Гесс. Предлагалось перевести заключённого во флигель другой крупной тюрьмы и даже освободить Гесса из тюрьмы под домашний арест. Ни один из этих или других предлагаемых проектов не был реализован.

### Режим и распорядок дня
Режим тюрьмы был жёстко и детально регламентирован, распорядок дня был расписан по минутам.
Общение заключённых между собой запрещалось, хотя это правило изначально перестало строго соблюдаться, как только их стали выводить из камер на совместную уборку территории.
День начинался с подъёма в 6 часов утра, личной гигиены, уборки камер и коридоров и завтрака. После него заключённые работали в саду и клеили конверты. После обеда и послеобеденного отдыха — опять работа в саду и ужин в 17 часов. Отбой был назначен на 22.00. Ночью в камерах регулярно включали свет во избежание самоубийств.
Заключённые имели право пользоваться тюремной библиотекой, за исключением политической литературы и книг по новейшей истории. Запрещались так же все произведения "о любви", в том числе - оперы и песни. Из пластинок допускалась только инструментальная классика. Шпеер имел доступ к чертёжным инструментам, и мог заниматься по специальности.
Раз в месяц им разрешалось посылать и получать по письму размером до 1300 слов, хотя рекомендовалось ограничиваться 1200, т.к. длинные сложно-составные немецкие слова иногда могли быть сочтены за два. Каждые два месяца предоставлялось право на 15-минутное свидание с родственниками, но одновременно только с одним. Отказавшись от свидания, минуты можно было накапливать.
По понедельникам, средам и пятницам заключённых брили и по необходимости стригли.
При необходимости серьёзного лечения заключённых отвозили в городскую больницу. В первую такую поездку кортеж сопровождения и охраны растянулся почти на километр.
Даже в жару, работая в саду, запрещалось снимать тюремную вельветовую робу.  Для получения из дома дополнительного белья требовалось разрешение совета всех четырёх директоров, которое, как правило, не давалось.
В первые годы пребывания в Шпандау его узники создали с ведома благосклонного к ним персонала тюрьмы целый ряд каналов общения с внешним миром. Поскольку каждый клочок бумаги, получаемый заключёнными, регистрировался и его местонахождение отслеживалось, свои тайные послания заключённые писали большей частью на туалетной бумаге, расход которой никогда не контролировался.
Регулярно проводился тщательный личный досмотр. После того, как у 80-летнего  фон Нейрата дважды находили неразрешённые кусочки шоколада, следовало дознание, и ужесточение соблюдения норм регламента.
Условия содержания заключённых регулярно ухудшались в месяцы управления советской администрации. Питание заключённых сразу сводилось к однообразному рациону из кофе, хлеба, супа и картофеля. Ситуация постепенно стала улучшаться после внезапного снятия с должности советского директора в начале 1960-х годов.
После отбытия 15 лет заключения и все остальные требования стали значительно более мягкими. Хотя цензурные ограничения относительно политической информации в прессе и телепередачах, а также строгая проверка переписки соблюдались до последнего дня. В результате Гесс практически всегда получал газеты с вырезанными фрагментами статей, а двух его пасторов отстранили за передаваемые тайком записки.

## Заключённые
Приговорённые к заключению были помещены в Шпандау 18 июля 1947 года. Им были присвоены номера по порядку занимаемых ими камер. В соответствии с правилами тюрьмы, обращаться к заключённым можно было только по номерам.
| № | Имя и фамилия               | Срок заключения        | Окончание срока заключения | Роль или должность при нацистском режиме                                                            | Дата смерти и возраст       | Примечания                                                        |
| - | --------------------------- | ---------------------- | -------------------------- | --------------------------------------------------------------------------------------------------- | --------------------------- | ----------------------------------------------------------------- |
| 1 | Бальдур фон Ширах           | 20 лет                 | 1 октября 1966 г.          | лидер молодёжи Германского Рейха и имперский наместник в Вене                                       | 8 августа 1974 г., 67 лет   | освобождён вместе с Альбертом Шпеером по отбытии срока заключения |
| 2 | Карл Дёниц                  | 10 лет                 | 1 октября 1956 г.          | гросс-адмирал, главнокомандующий военно-морским флотом Германии, в 1945 г. последний рейхспрезидент | 24 декабря 1980 г., 89 лет  | освобождён по отбытии срока                                       |
| 3 | барон Константин фон Нейрат | 15 лет                 | 6 ноября 1954 г.           | 1932-1938 гг. — министр иностранных дел, 1939—1941 гг. — протектор Богемии и Моравии                | 14 августа 1956 г., 83 года | освобождён досрочно по состоянию здоровья                         |
| 4 | Эрих Редер                  | пожизненное заключение | 26 сентября 1955 г.        | гросс-адмирал, главнокомандующий Кригсмарине до 30 января 1943 г.                                   | 6 ноября 1960 г., 84 года   | освобождён досрочно по состоянию здоровья                         |
| 5 | Альберт Шпеер               | 20 лет                 | 1 октября 1966 г.          | имперский министр вооружения и военной промышленности и главный архитектор имперской столицы        | 1 сентября 1981 г., 76 лет  | освобождён вместе с Ширахом по отбытии срока заключения           |
| 6 | Вальтер Функ                | пожизненное заключение | 16 мая 1957 г.             | имперский министр экономики и президент Рейхсбанка                                                  | 31 мая 1960 г., 69 лет      | освобождён досрочно по состоянию здоровья                         |
| 7 | Рудольф Гесс                | пожизненное заключение | умер в заключении          | заместитель фюрера до 1941 г.                                                                       | 17 августа 1987 г., 93 года | по официальной версии, самоубийство                               |

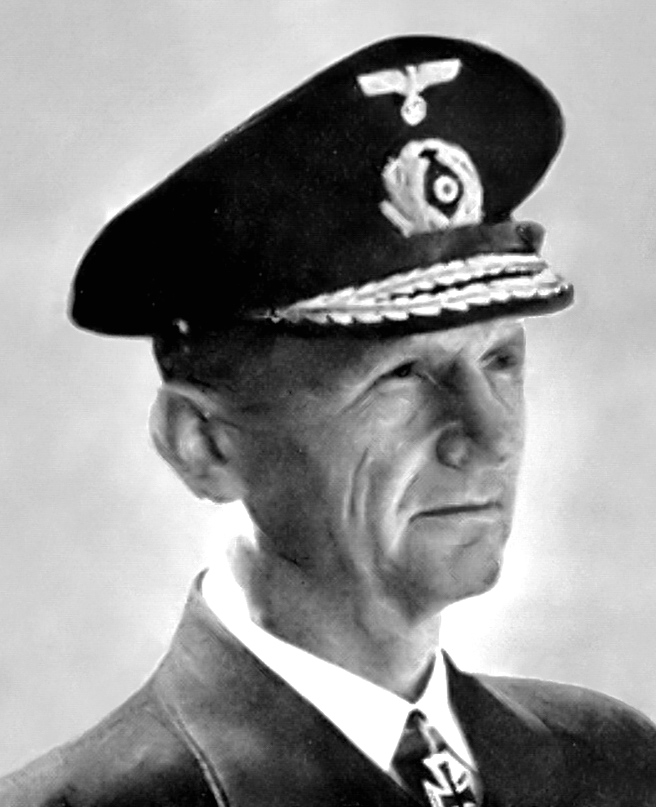
Карл Дёниц

Бывшие высокопоставленные лица нацистского режима, привыкшие к соперничеству и интригам, образовали группировки и в Шпандау. Альберт Шпеер и Рудольф Гесс предпочитали одиночество и недолюбливались остальными: Шпеер — за своё признание вины и отречение от Гитлера на Нюрнбергском процессе, Гесс — за свою необщительность и заметную психическую нестабильность. Бывшие гросс-адмиралы Редер и Дёниц держались вместе, хотя после смещения Редера с поста главнокомандующего военно-морским флотом в 1943 году и назначения на этот пост Дёница они были злейшими врагами. Ширах и Функ по свидетельству очевидцев были неразлучны. Бывший дипломат фон Нейрат был любезен и ладил со всеми. На удивление, несмотря на долгие годы, проведённые вместе, заключённые практически не делали попыток помириться между собой. Показательным примером является неприязненное отношение к Шпееру Дёница, которое он демонстрировал в течение всего срока заключения и обострившееся буквально в последние дни заключения.

### Альберт Шпеер

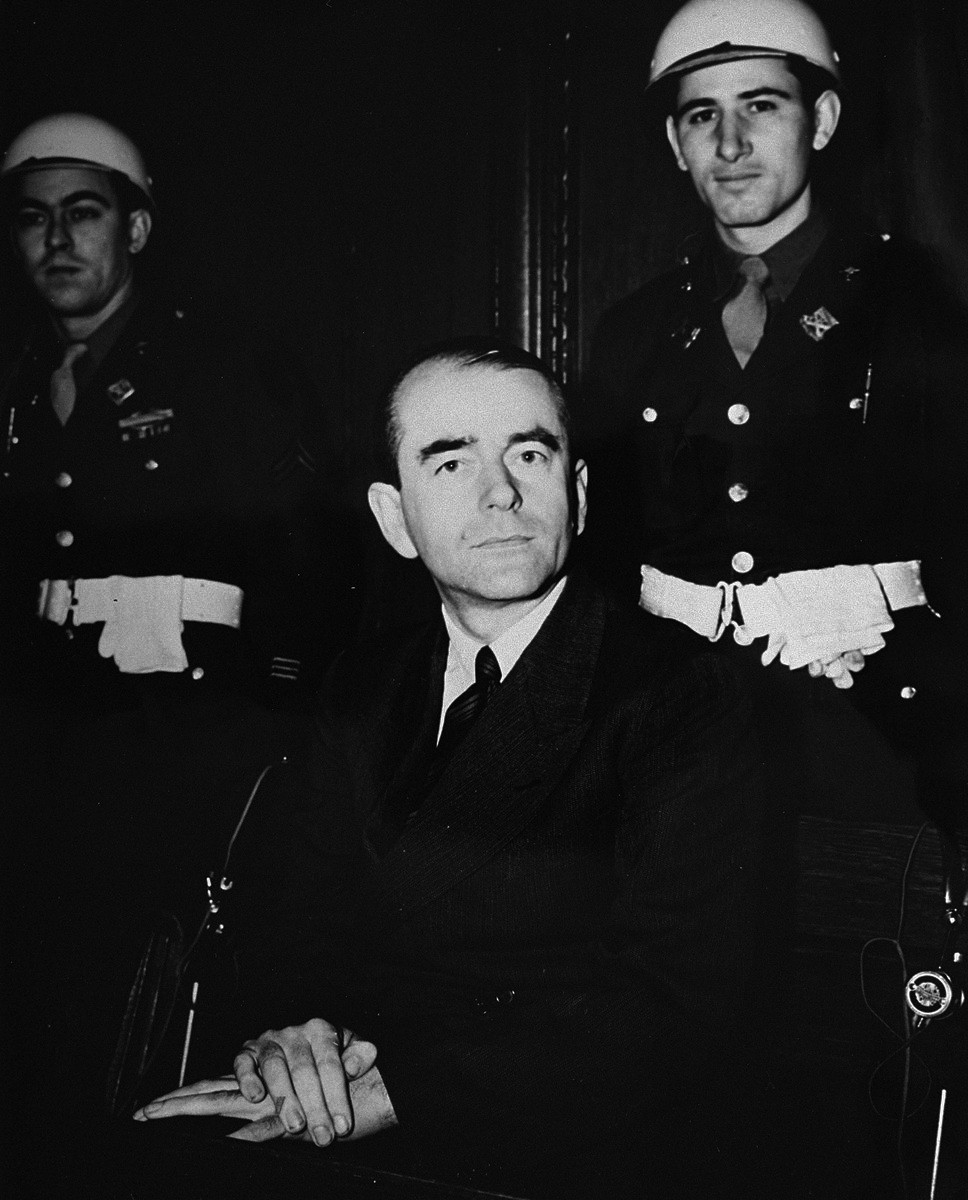
Альберт Шпеер

Самый честолюбивый из заключённых, он установил для себя жёсткий график физической и душевной работы. Один раз в несколько месяцев он давал себе отдых от этого расписания на две недели. Он сумел написать книгу воспоминаний и вёл дневник. Его просьба дать ему разрешение на написание мемуаров была отклонена, поэтому он писал тайком и несмотря на запрет систематически передавал свои записи на волю. Книга впоследствии стала бестселлером. Шпеер занимался и архитектурой: он создал проект летнего домика в Калифорнии для одного из охранников и занимался дизайном тюремного сада. Он любил «отправляться в путешествия по всему миру», заказав в местной библиотеке книги по географии и путеводители. Таким образом он «прошел» до своего освобождения из тюрьмы 31 936 км.
Связь с внешним миром Шпееру обеспечивал голландец Тони Проост, оказавшийся в Третьем рейхе на принудительных работах. Он попал на лечение в одну из больниц, подведомственных Шпееру, и остался там санитаром. Он был принят в Шпандау на работу санитаром в 1947 году и из благодарности помогал Шпееру в пересылке сообщений, пока советская сторона не попыталась завербовать его в качестве агента. Проост отказался, известил западные администрации о попытке вербовки и уволился с работы.

### Эрих Редер и Карл Дёниц

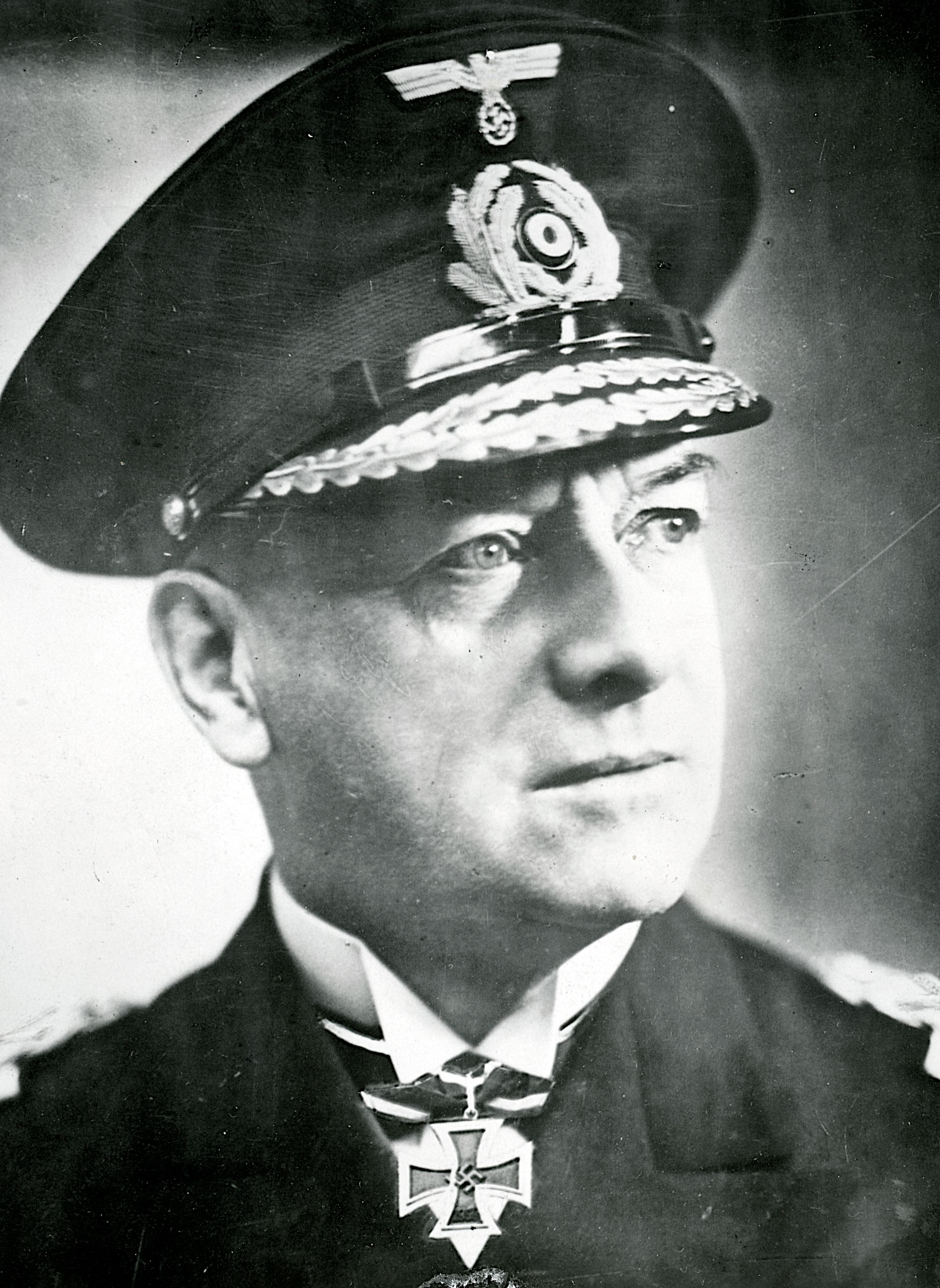
Эрих Редер

«Адмиральский состав», как называли их остальные заключённые, часто работал вместе. Редер с его любовью к системности и строгому порядку стал главным библиотекарем тюрьмы. Дёниц был его ассистентом. И Дёниц, считавший себя в течение всех десяти лет заключения законным главой немецкого государства, и Редер, презиравший надменность и отсутствие дисциплины у своих гражданских соседей в тюрьме, держали дистанцию по отношению к другим заключённым.
Чтобы сохранить свой престиж во внешнем мире, Дёниц писал письма своему бывшему адъютанту. До своего освобождения он дал своей супруге указания, каким образом она должна поддержать его возвращение в политику из жизни в тюрьме. Он собирался вернуться в политику, но так и не осуществил свои намерения.

### Рудольф Гесс

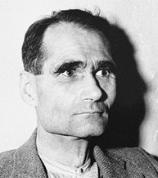
Рудольф Гесс

Рудольф Гесс был приговорён к пожизненному заключению, но в отличие от Редера, Функа и Нейрата не был освобождён по состоянию здоровья. Тем самым он отбыл самый длительный срок заключения. Самый ленивый заключённый в Шпандау, Гесс избегал любого рода работы, считая, например, прополку сорняков занятием ниже своего достоинства. Из всех семи заключённых он один постоянно жаловался на всевозможные заболевания, преимущественно, на боли в желудке. Гесс с подозрением относился к подаваемой ему пище и всегда брал самую дальнюю от него тарелку, опасаясь отравления. От своих «болей» он стонал и кричал в любое время дня и ночи. И заключённые, и администрация тюрьмы сомневались в реальности этих болей. Редер, Дёниц и Ширах презирали Гесса за его поведение и считали, что его крики были вызваны желанием привлечь к себе внимание или увильнуть от работы. Шпеер и Функ, которые, по-видимому, были осведомлены о психосоматической природе заболевания, относились к Гессу с большей терпимостью. Шпеер переводил недовольство других заключённых на себя, ухаживая за Гессом. Он приносил ему своё пальто, когда Гессу было холодно, и защищал его, если директор или охранник пытались поднять Гесса с постели и заставить работать. Иногда, когда Гесс своими криками мешал спать другим заключённым, тюремный врач делал ему в качестве успокоительного укол воды для инъекций. Это плацебо однако действовало, и Гесс засыпал. Тот факт, что за постоянно отлынивавшего Гесса его работу были вынуждены выполнять другие заключённые, а также иные привилегии, которыми он пользовался из-за своих болезней, вызывали неприязнь к нему у других заключённых. От адмиралов он заслужил прозвище «его арестованная светлость».
Горделивый Гесс единственным из всех заключённых Шпандау более двадцати лет отказывался от свиданий. Лишь в 1969 году он согласился повидаться со своей женой и уже давно взрослым сыном, когда в связи с обострением язвы находился на лечении в больнице за пределами тюрьмы. После того, как Гесс оказался единственным заключённым Шпандау, опасаясь за его душевное здоровье, директора согласились смягчить правила содержания. Гесса перевели в камеру большего размера, бывшую часовню, ему выдали электрочайник, и он мог готовить себе чай или кофе в любое время. Его камера не запиралась, и Гесс имел доступ в помывочные помещения и библиотеку.
Рудольф Гесс умер в тюрьме, по официальной версии, повесившись на удлинительном электропроводе. Обстоятельства его смерти породили сомнения у его семьи, поскольку результаты двух проведённых осмотров при вскрытии обнаруживали противоречия. Этот факт, а также приверженность Гесса до последнего дня идеям национал-социализма сделали его мучеником в глазах неонацистов, которые проводят в день смерти Гесса свои ежегодные демонстрации.
Расследованием обстоятельств смерти Рудольфа Гесса занималось Бюро специальных расследований британской Королевской военной полиции. В 2013 году результаты расследования были рассекречены и опубликованы в сети интернет на сайте правительства Великобритании. Однако анализ опубликованных материалов, как пишет профессор Академии военных наук Плотников, показывает, что часть из них сфальсифицирована, а документ, называемый «предсмертная записка», не является той запиской, которую извлекли из карманов заключённого после его смерти.